# Edgard Vandekerkhove
Edgard Vandekerkhove (1902 – 1978) was een Belgisch astronoom. Hij promoveerde in natuurwetenschappen en wiskunde aan de Université libre de Bruxelles. Hij was verbonden aan de Koninklijke Sterrenwacht van België als assistent, adjunct-astronoom en astronoom. 

## Publicaties
- Publicaties van Edgard Vandekerkhove
- Étude du photomètre à oeil-de-chat de Danjon, (1933)[2]
- Essai de détermination du radiant apparent d' un essaim d' étoiles filantes à l' aide de documents photographiques, Brussel, Palais des Académies, (1935)
- Etude des objets célestes résultants, Gembloux, Imprimerie Jules Duculot, (1949)[3]
- Un astrographe à champs des 180°, Imprimerie l'Avenir , (1951)[4]
- Un télescope coudé de Schmidt, Imprimerie l'Avenir, (1951)[5]
- Étude d'une méthode pour déterminer des vitesses radiales avec un prisme objectif, et Détermination des paramètres de raies composantes dont on connaît l'effet résultant, Imprimerie l'Avenir, (1951)
- Tables et graphiques concernant les fonctions de Planck, Stefan et Wien, (1953)
- Etude au sujet des anneaux lumineux que l'on observe autour de quelques novae, Brussel, Société Royale des Sciences de Liège, Communications de l'Observatoire Royal de Belgique, (1955)

- International Standard Name Identifier: 0000 0001 2360 0322
- Nationale Bibliotheek van Tsjechië: mub20201087508
- Système universitaire de documentation: 149829825
- Virtual International Authority File: 173492206